# Moliens
 Moliens  ist eine französische Gemeinde mit 1126 Einwohnern (Stand 1. Januar 2022) im Département Oise in der Region Hauts-de-France. Sie gehört zum Arrondissement Beauvais und zum Kanton Grandvilliers.

## Lage
Die Gemeinde Moliens liegt am Nordostrand der Landschaft Pays de Bray, 35 Kilometer nordwestlich von Beauvais. Nachbargemeinden von Moliens sind Romescamps im Norden,  Saint-Thibault im Nordosten, Brombos im Osten, Broquiers im Südosten,  Saint-Arnoult im Süden, Monceaux-l’Abbaye im Südwesten, Blargies im Westen und Abancourt im Nordwesten.

## Bevölkerungsentwicklung
| Jahr                       | 1962 | 1968 | 1975 | 1982 | 1990 | 1999 | 2006 | 2012 | 2021 |
| Einwohner                  | 835  | 876  | 819  | 777  | 869  | 942  | 1028 | 1089 | 1135 |
| Quellen: Cassini und INSEE |      |      |      |      |      |      |      |      |      |

## Sehenswürdigkeiten
- Kirche Saint-Honoré
- Kirche Saint-Nicolas im Ortsteil La Neuville-Moliens
- Kapelle Notre-Dame-du-Sacré-Cœur im Ortsteil Pleuville
- Wasserturm

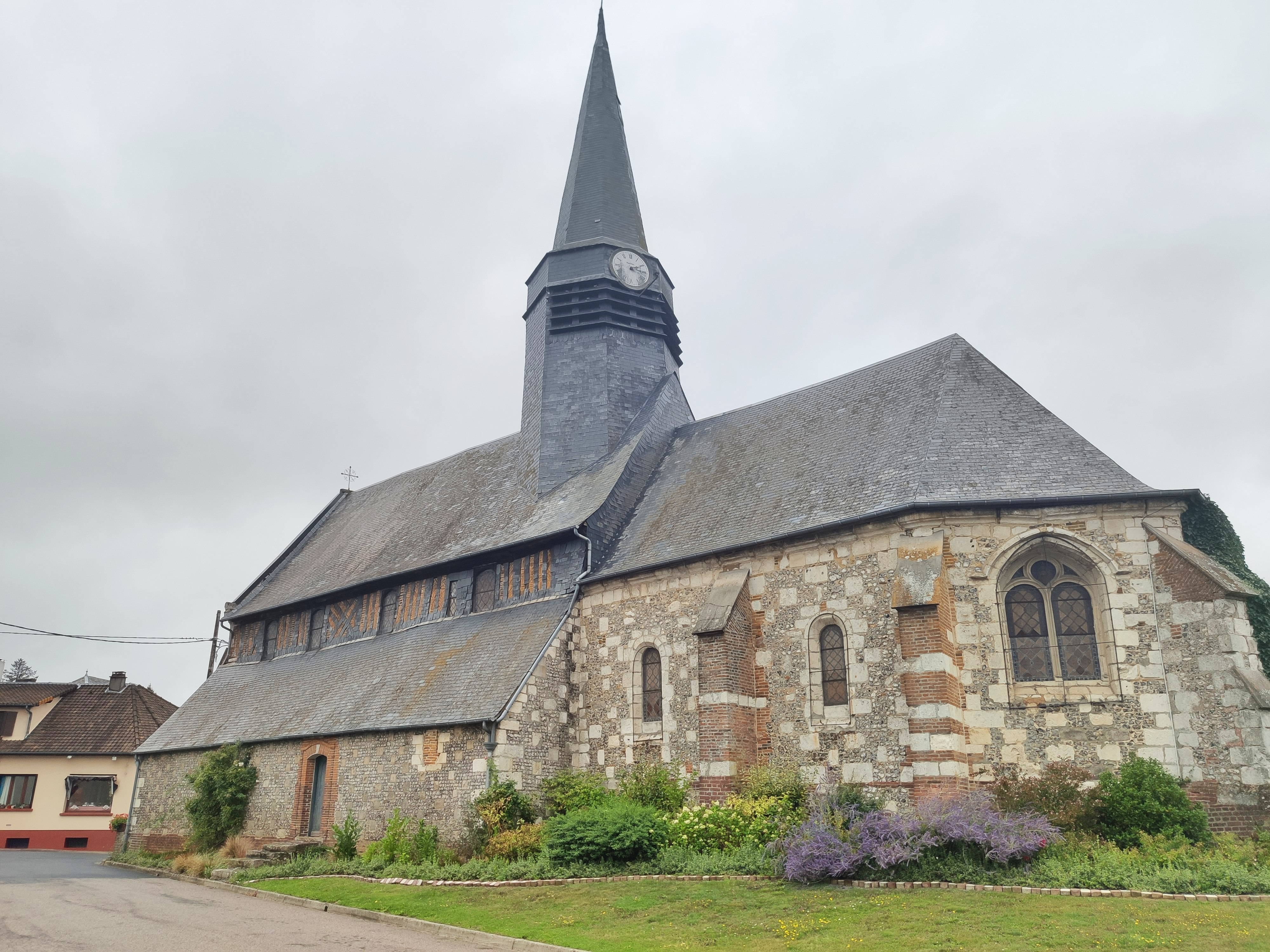
Kirche Saint-Honoré
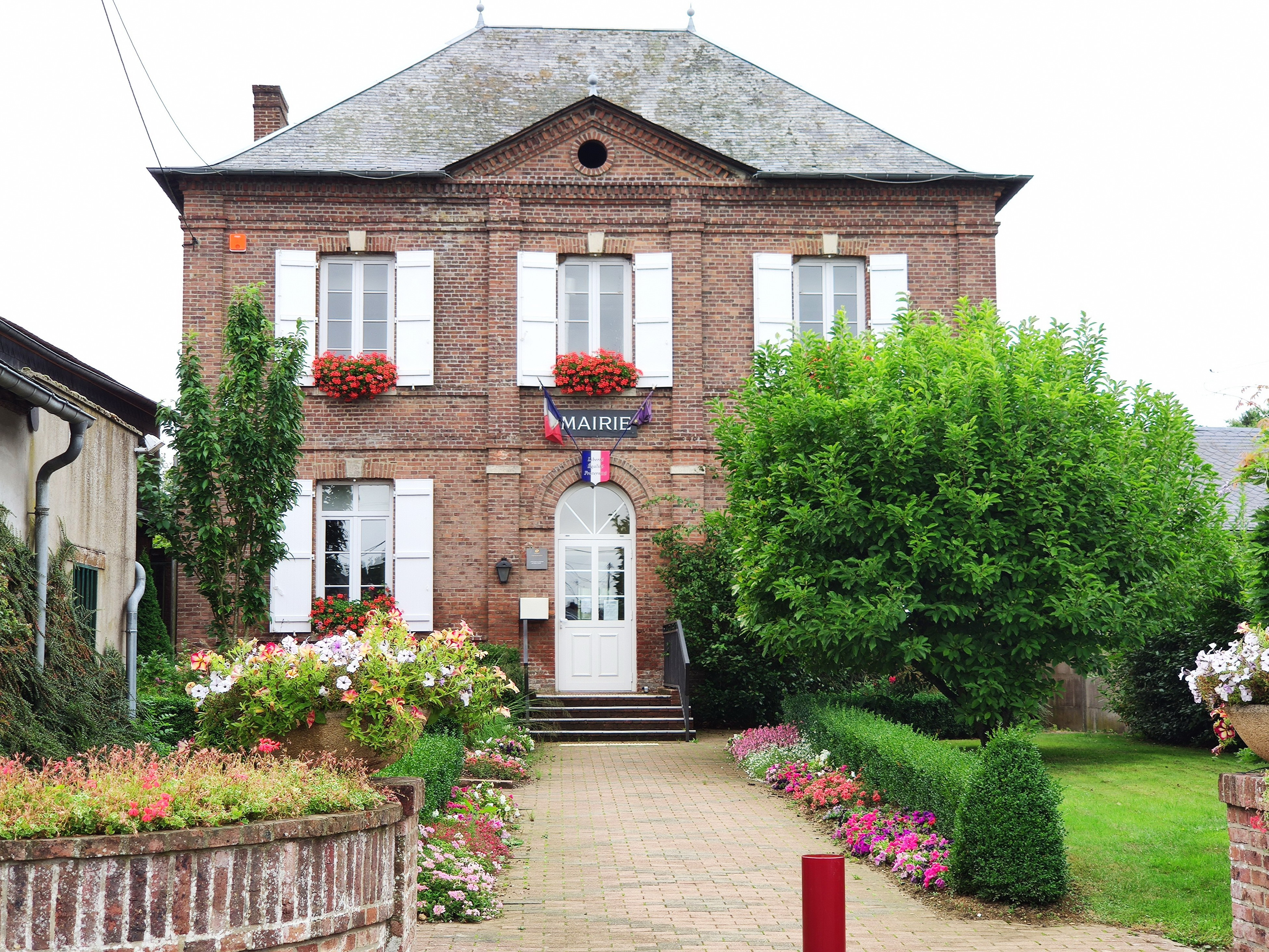
Mairie Moliens
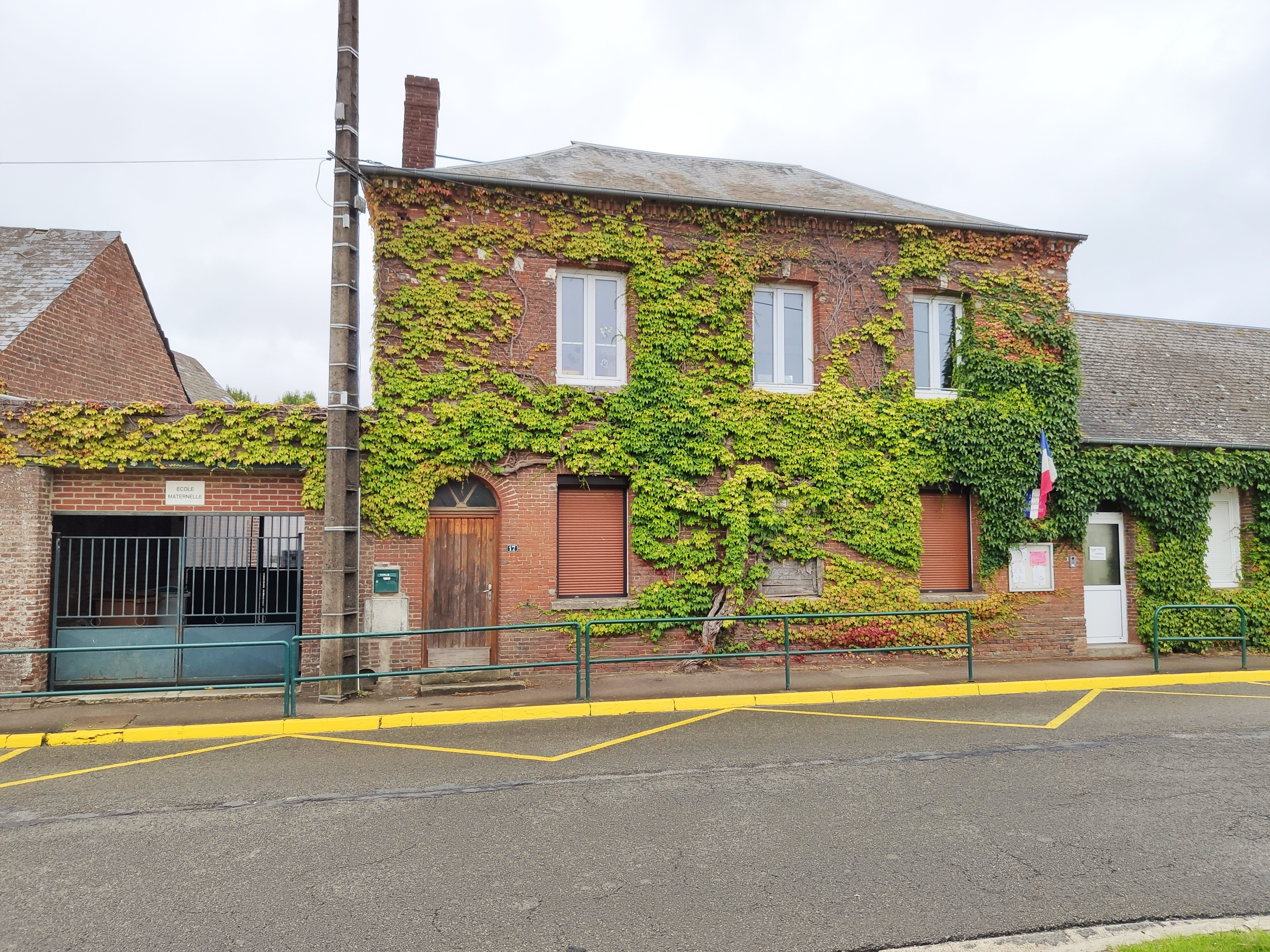
Vorschule